# Keiō Dentetsu
Die Keiō Dentetsu (jap. 京王電鉄株式会社, Keiō Dentetsu Kabushiki-gaisha; engl. Keio Corporation) ist eine japanische Bahngesellschaft mit Sitz in Tama in der Präfektur Tokio. Sie ist das Kernunternehmen der aus über 50 Unternehmen bestehenden Keio Group, die unter anderem in den Bereichen Verkehr, Einzelhandel und Immobilien tätig sind. An der Tokioter Börse wird sie im ersten Segment gehandelt, ebenso wird sie im Nikkei-225-Aktienindex geführt. Der Name Keiō (京王) ist abgeleitet von jeweils einem Kanji-Schriftzeichen der beiden größten erschlossenen Städte, nämlich Tokio (東京) und Hachiōji (八王子). Das Streckennetz verbindet die westlichen Vororte Tokios (Chōfu, Fuchū, Hachiōji, Hino, Inagi, Tama) sowie Sagamihara in der Präfektur Kanagawa mit den zentralen Tokioter Bahnhöfen Shinjuku und Shibuya.

## Streckennetz

Streckennetz

Das Kerngeschäft der Keiō Dentetsu ist der Betrieb eines 88,3 Kilometer langen Eisenbahnnetzes im Westen des Großraums Tokio. Es besteht aus sieben Linien:
| Name der Linie        | Strecke                              | Länge   | Spurweite | Eröffnung |
| --------------------- | ------------------------------------ | ------- | --------- | --------- |
| Keiō-Linie            | Shinjuku – Keiō-Hachiōji             | 37,9 km | 1372 mm   | 1913      |
| Neue Keiō-Linie       | Shinjuku – Sasazuka                  | 03,6 km | 1372 mm   | 1980      |
| Keiō Dōbutsuen-Linie  | Takahatafudō – Tama-Dōbutsukōen      | 02,0 km | 1372 mm   | 1964      |
| Keiō Inokashira-Linie | Shibuya – Kichijōji                  | 12,7 km | 1067 mm   | 1934      |
| Keiō Keibajō-Linie    | Higashi-Fuchū – Fuchūkeiba-seimommae | 00,9 km | 1372 mm   | 1955      |
| Keiō Sagamihara-Linie | Chōfu – Hashimoto                    | 22,6 km | 1372 mm   | 1916      |
| Keiō Takao-Linie      | Kitano – Takaosanguchi               | 08,6 km | 1372 mm   | 1931      |

Stillgelegt sind zwei Linien:
| Name der Linie             | Strecke                    | Länge  | Spurweite | Stilllegung |
| -------------------------- | -------------------------- | ------ | --------- | ----------- |
| Keiō Goryō-Linie           | Kitano – Tamagoryō-mae     | 6,3 km | 1372 mm   | 1945        |
| Musashi Chūō Denki Tetsudō | Keiō-Hachiōji – Takaobashi | 8,4 km | 1067 mm   | 1939        |

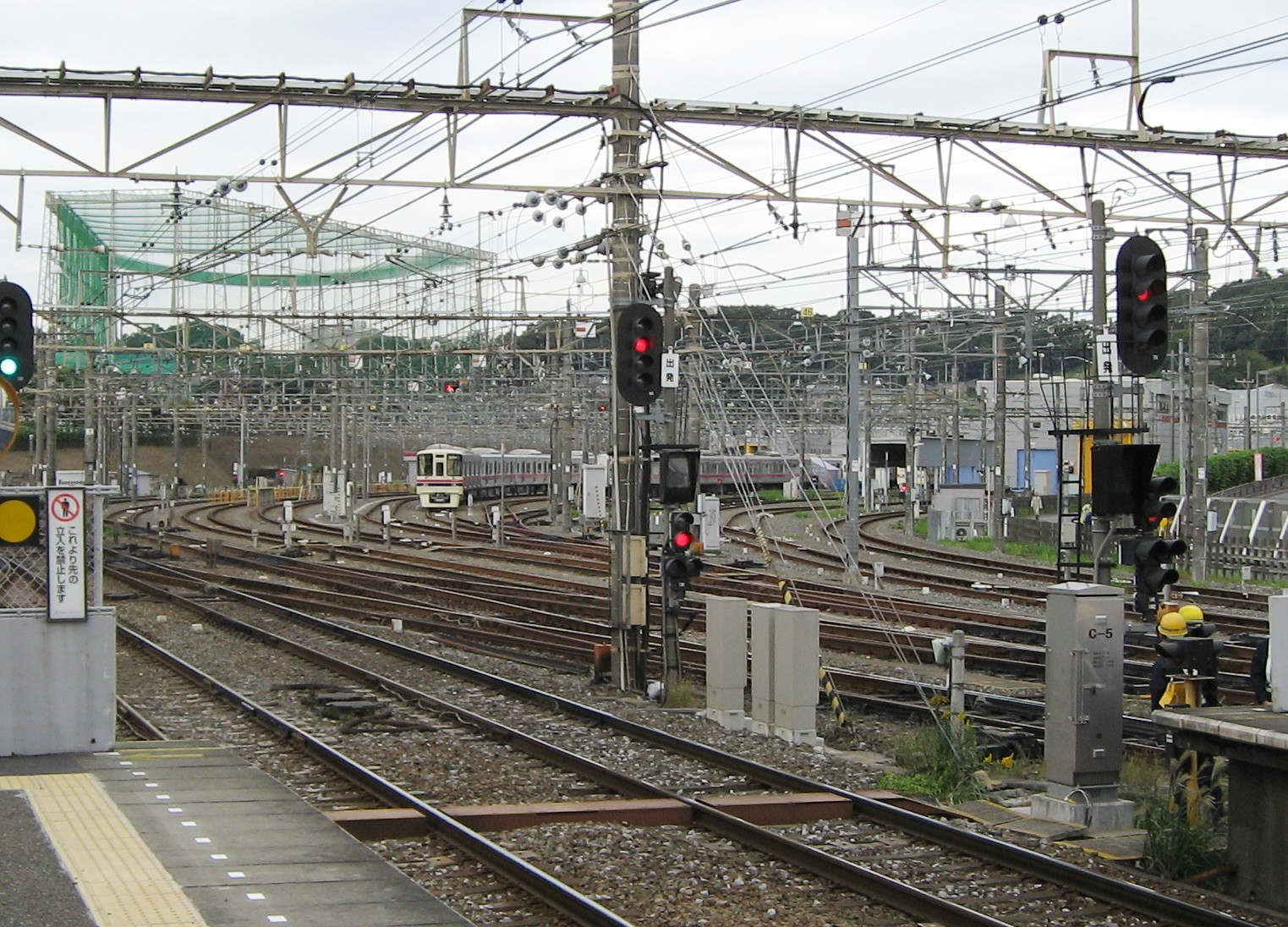
Depot Wakadabai

Aufgrund der historischen Entwicklung besteht das Streckennetz aus zwei Teilnetzen mit unterschiedlichen Spurweiten. Der weitaus größere Teil ist in der so genannten „schottischen Spur“ von 1372 mm verlegt, die in Japan sonst nur bei einigen Straßenbahnen und bei einer U-Bahn-Linie vorkommt, jedoch nicht bei anderen Eisenbahnstrecken. Sie entspricht somit bis heute der Spurweite der Tokioter Straßenbahn. Als einzige ist die Inokashira-Linie in der üblichen Kapspur von 1067 mm verlegt. In Meidaimae kann zwischen den Teilnetzen umgestiegen werden. Alle Strecken sind mit 1500 V Gleichspannung elektrifiziert. Es gibt vier Depots bei Wakabadai an der Sagamihara-Linie, bei Sakurajōsui und Takahatafudō an der Keiō-Linie sowie bei Fujimigaoka an der Inokashira-Linie.
In den 1950er Jahren strebten die Regulierungsbehörden die Umspurung der Keiō-Linie und der daran anschließenden Zweigstrecken auf Normalspur (1435 mm) an. Dadurch sollte die Durchbindung zur geplanten Toei Shinjuku-Linie der Tokioter U-Bahn ermöglicht werden. Keiō lehnte diese Forderung ab; einerseits wären die Umbaukosten sehr hoch gewesen, andererseits hätte die Beförderungskapazität während der Umbauphase zu stark eingeschränkt werden müssen. Aus diesem Grund wurde stattdessen die Toei Shinjuku-Linie als einzige U-Bahn-Linie Japans mit einer Spurweite von 1372 mm gebaut.

## Betrieb

Übersicht des Zugangebots von Keiō Dentetsu

Die Keiō Dentetsu bietet neben Nahverkehrszügen, die an allen Bahnhöfen halten, auch eine breite Palette an Schnell- und Eilzügen im dichten Takt von und nach Shinjuku an. Dabei muss auf die zwei wichtigsten Zweigstrecken (Takao- und Sagamihara-Linie) üblicherweise nicht umgestiegen werden, da durchgehende Verbindungen die Regel sind. Als einzige zuschlagspflichtig und am schnellsten sind die Keio Liner auf der Keiō-Linie nach Hachiōji und auf der Sagamihara-Linie nach Hashimoto. Für diese Züge, die seit Februar 2018 im Angebot sind, ist eine Sitzplatzreservierung erforderlich. Weitere Schnell- und Eilzüge ohne Reservierungspflicht tragen die Bezeichnungen Special Express, Semi Special Express, Express, Semi Express und Rapid. Auf der vom restlichen Streckennetz vollständig getrennten Inokashira-Linie verkehren ebenfalls Eilzüge. Eine Besonderheit ist die Neue Keiō-Linie, die weitgehend unterirdisch parallel zur Keiō-Linie verläuft. Sie entlastet die Hauptstrecke und ermöglicht in Shinjuku einen nahtlosen Übergang von und zur Toei Shinjuku-Linie.
Seit 1973 bietet die Keiō Dentetsu in ihren Zügen „Vorrangsitze“ an. Diese besonders gekennzeichneten, in allen Wagen vorhandenen Sitzplätze sind körperlich Behinderten, älteren Personen, schwangeren Frauen und Personen in Begleitung von Kleinkindern vorbehalten. Am 7. Dezember 2000 führte Keiō als erste japanische Bahngesellschaft besondere Frauenwaggons ein. Dadurch sollen weibliche Fahrgäste vor sexueller Belästigung in überfüllten Zügen geschützt werden (siehe Chikan). Diese Wagen werden während der Hauptverkehrszeit eingesetzt und können auch von Kindern beiderlei Geschlechts sowie von Behinderten mit Begleitpersonen genutzt werden.

## Fahrzeuge
Auf der Hauptstrecke und ihren Ästen (Spurweite 1372 mm) werden S-Bahn-artige Triebzüge mit Längsbestuhlung eingesetzt. Jeder Wagen ist etwa 20 Meter lang und besitzt vier Türen pro Wagenseite. Es verkehren 6 Zehnwagenzüge der Serie 5000 von 2017, 20 Zehnteilern und 8 Achtteilern der Serie 9000 ab dem Jahr 2000, 14 Zehnteilern und 13 Achtteilern der Serie 8000 und 190 Wagen der Serie 7000.

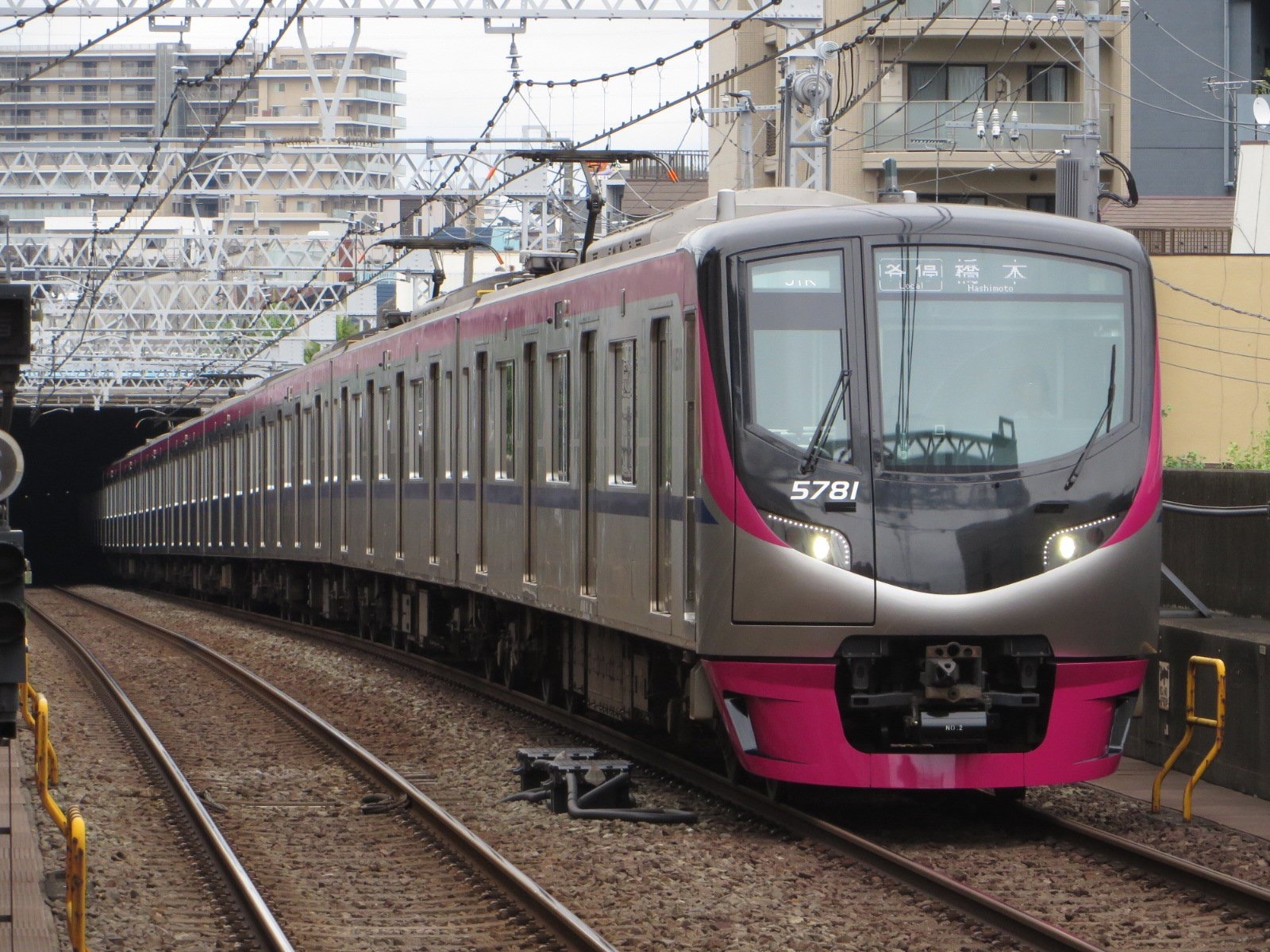
Serie 5000
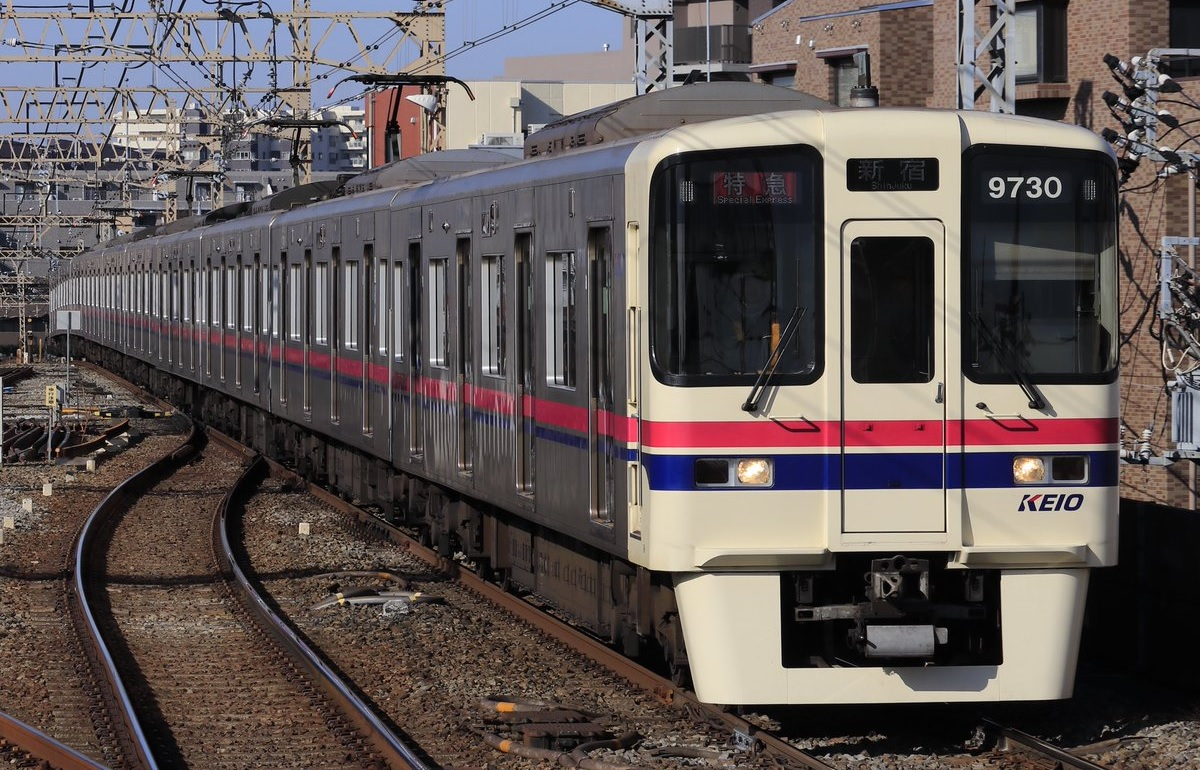
Serie 9000
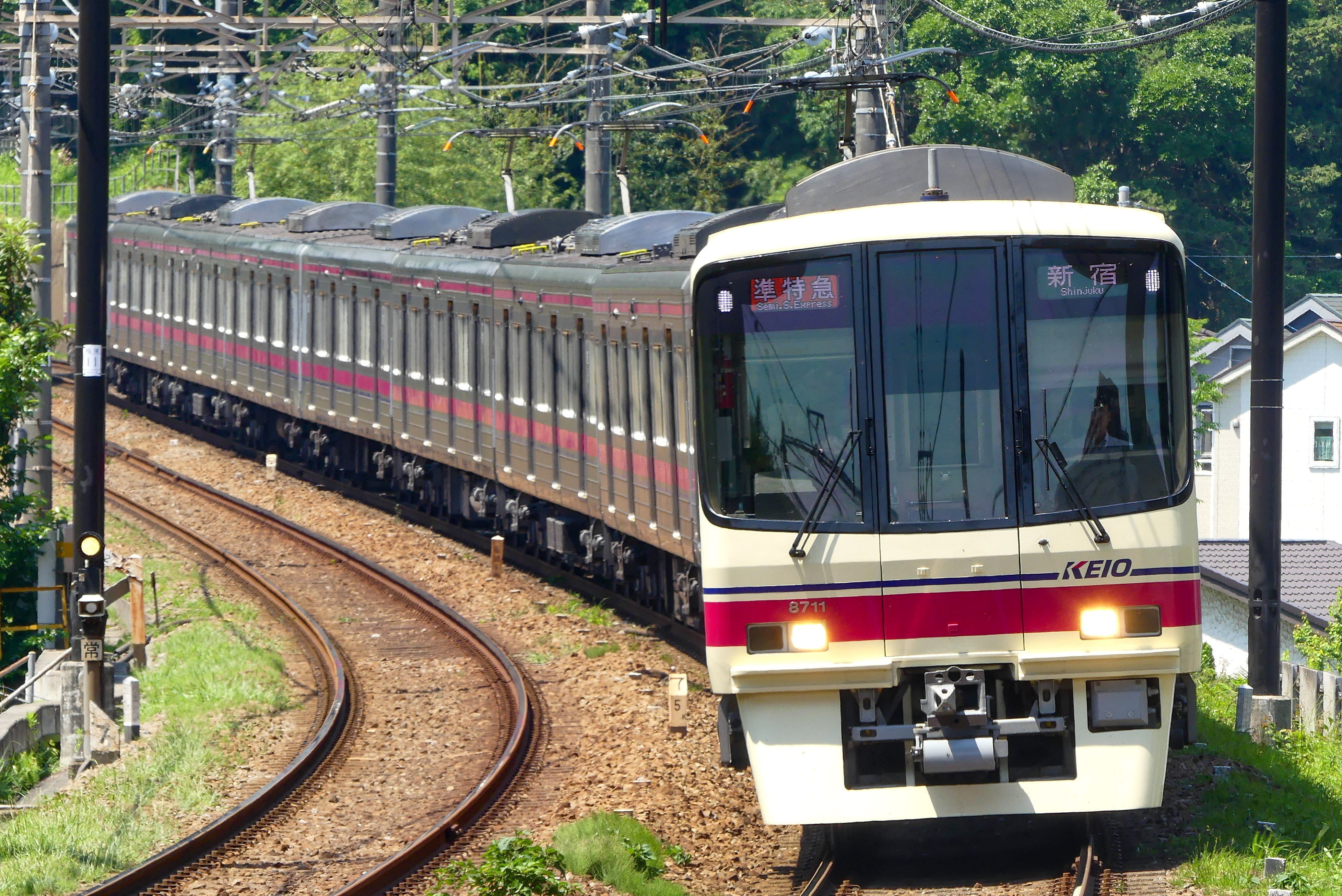
Serie 8000
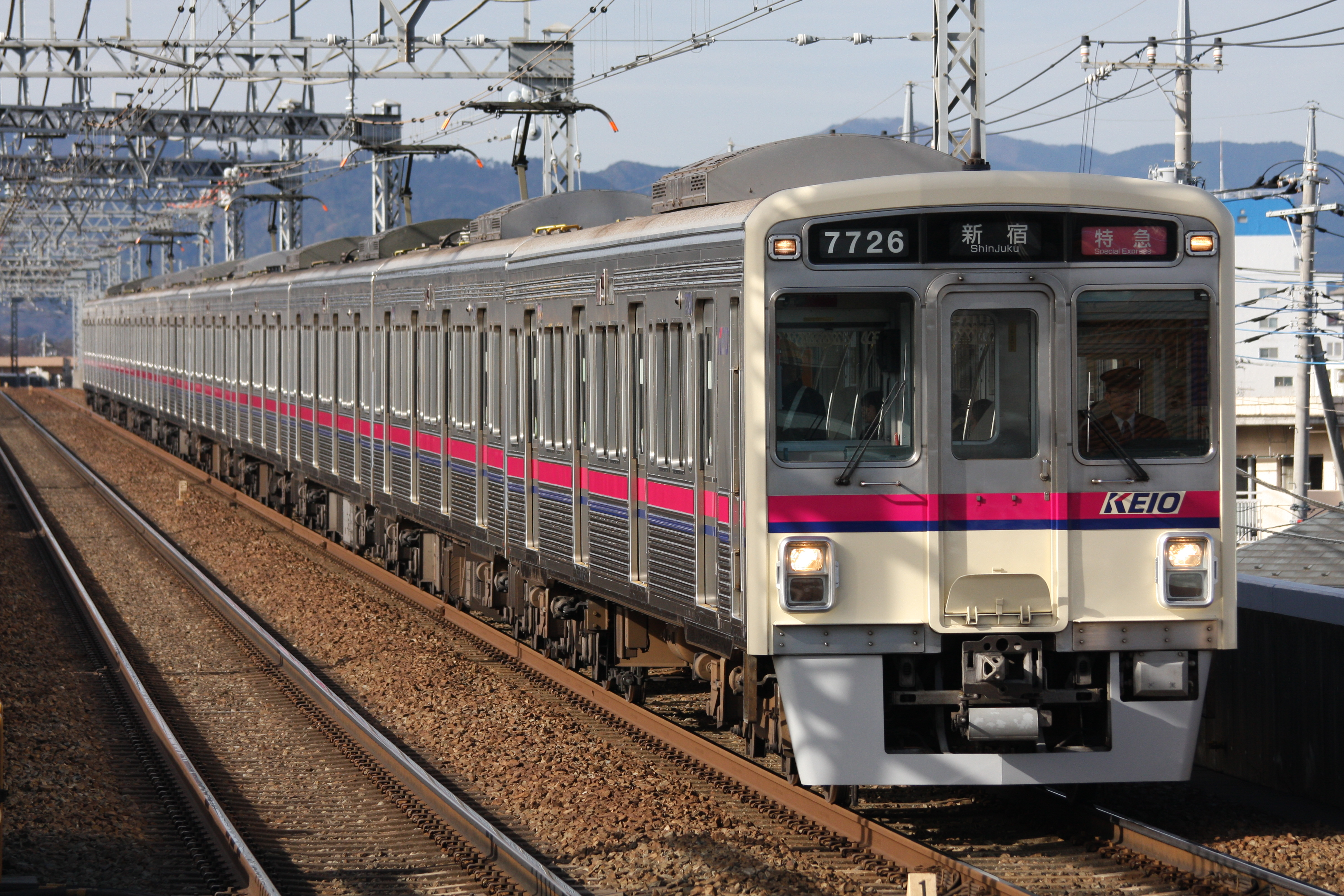
Serie 7000
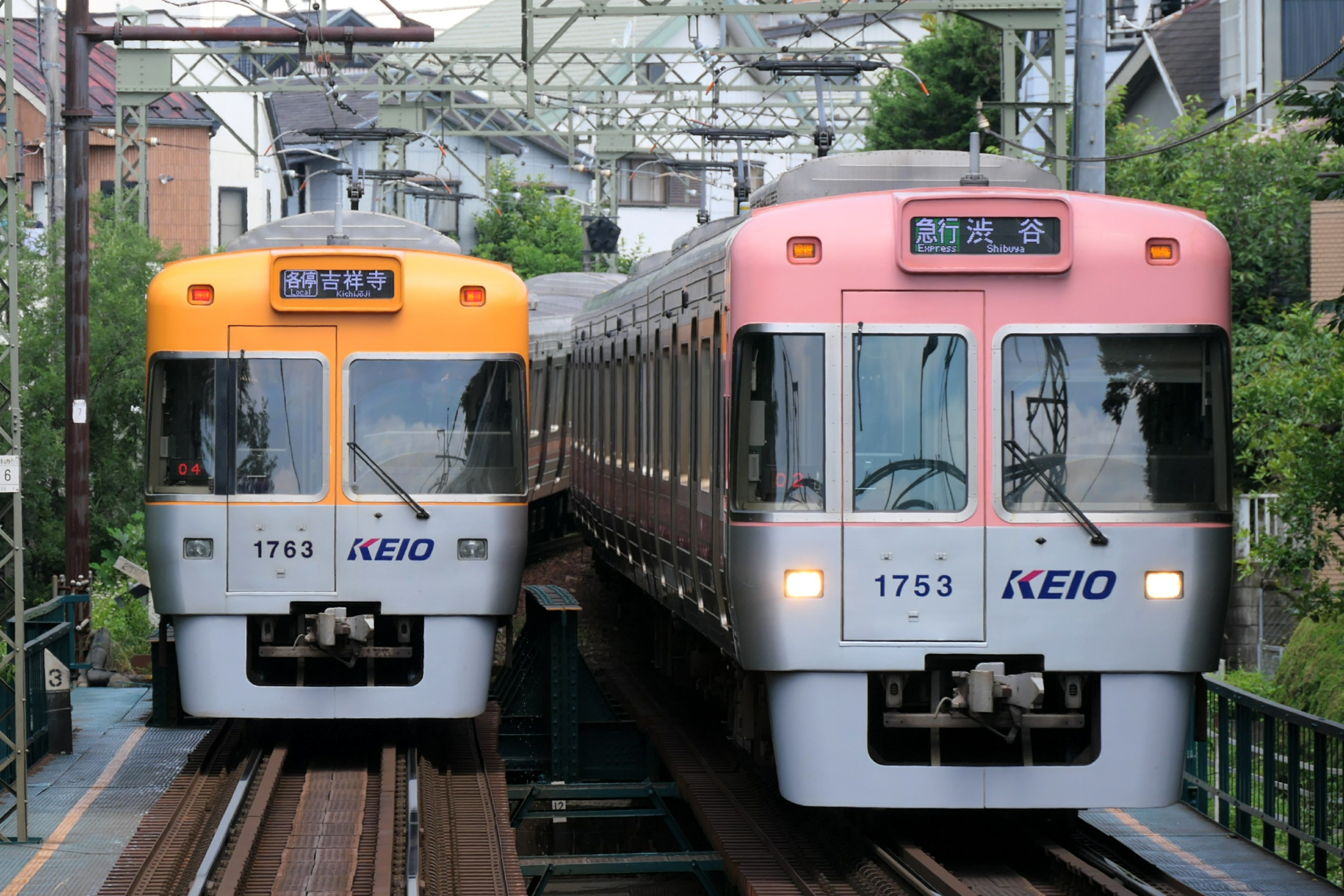
Serie 1000 auf der kapspurigen Inokashira-Linie

Die kapspurige Inokashira-Linie wird von einem eigen Wagenpark bedient. Keio setzt 29 Fünfwagenzüge der Serie 1000 ein.

## Logo

Früheres Abzeichen

Das heute verwendete Unternehmenslogo wurde 1989 eingeführt und ist auch das Symbol der gesamten Unternehmensgruppe. Die Großbuchstaben in lateinischer Schrift und die Gestaltung des K in Form eines Pfeils sollen Geschwindigkeit und Dynamik ausdrücken. Es gibt sowohl eine farbige als auch eine schwarzweiße Version. Letztere wird dort, wo ansonsten eine andere Farbe verwendet wird, durch sechs Streifen akzentuiert.
Vor 1989 verwendete das Unternehmen ein Abzeichen, das einem traditionellen Mon-Emblem nachempfunden ist. Es besteht aus einem Rad und dem darüber gelegten, stilisierten Kanji-Zeichen 京 (kyo) für „Hauptstadt“.

## Unternehmensgruppe

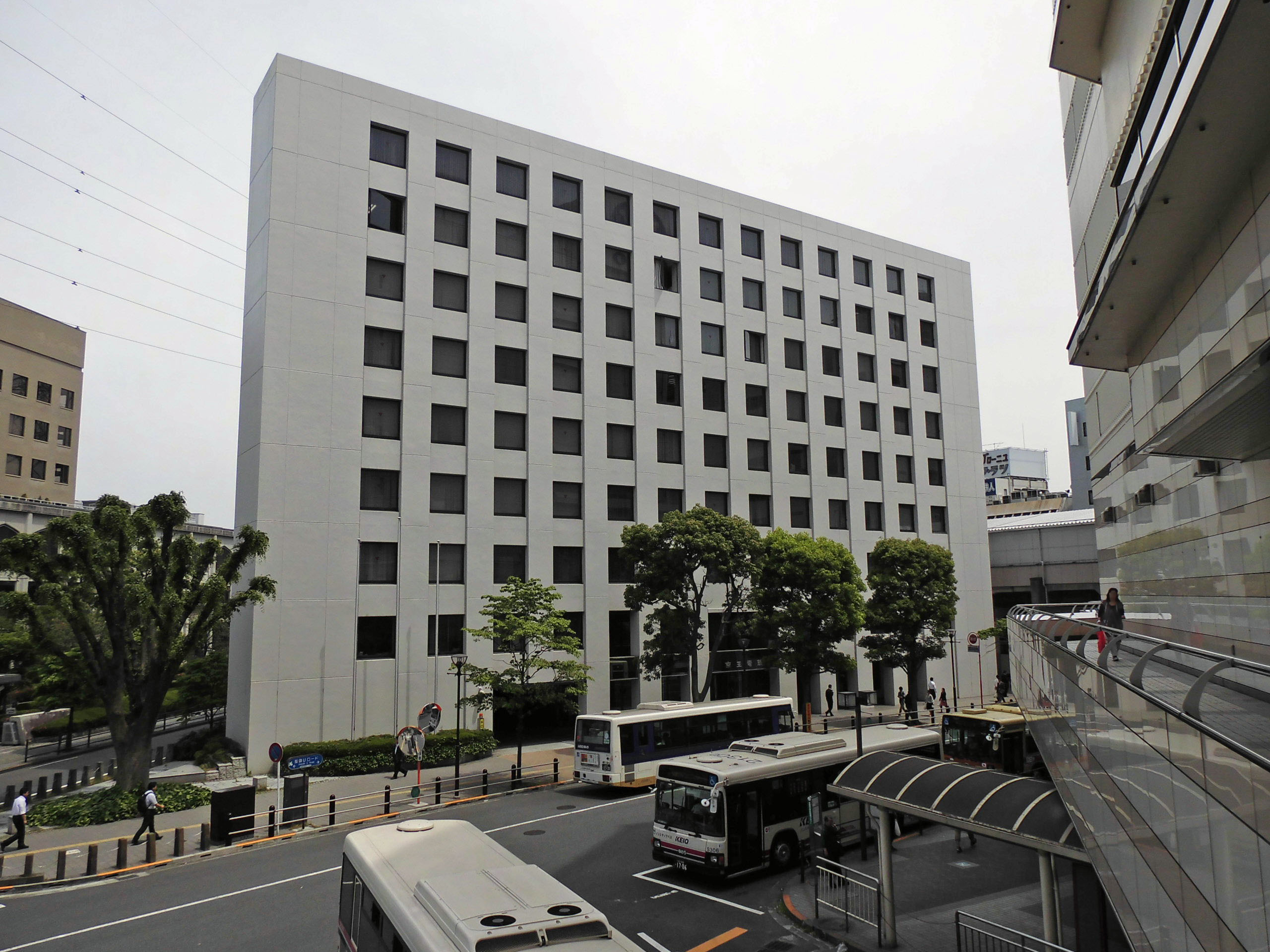
Hauptsitz in Tama

Das Bahnunternehmen Keiō Dentetsu ist der Kern der aus über 50 Unternehmen bestehenden Keio Group. Dazu gehören im Verkehrsbereich unter anderem die Standseilbahnbetriebe Mitake Tozan Tetsudō und Takao Tozan Dentetsu, die Busunternehmen Keiō Dentetsu Bus und Nishi Tōkyō Bus sowie Speditions- und Taxiunternehmen. Hinzu kommen der Immobilienhandel und bedeutende Unternehmen im Einzelhandel wie Keio Store und Keio Department Store. Mit dem Keio Rail-Land betreibt die Gruppe ein eigenes Eisenbahnmuseum.
Zu den wichtigsten Anteilseignern der Keiō Dentetsu gehörten am 31. März 2019 The Master Trust Bank of Japan (7,33 %), Nihon Seimei Hoken (5,03 %), Taiyō Seimei Hoken (4,80 %), Nippon Trustee Service Shintaku Ginkō (4,40 %), Sumitomo Mitsui Shintaku Ginkō (2,99 %), Dai-ichi Seimei Hoken (2,60 %), Mitsubishi Tōkyō UFJ Ginkō (1,73 %) und Fukoku Seimei Hoken (1,57 %).

## Geschichte
Die heutige Keiō Dentetsu geht auf zwei verschiedene Unternehmen zurück, die Keiō Denki Kidō (京王電気軌道) mit der Keiō-Linie und die Teito Dentetsu (帝都電鉄) mit der Inokashira-Linie. Beide waren mehrere Jahrzehnte lang eigenständig, weshalb sie nachfolgend genauer beschrieben werden.

### Keiō Denki Kidō
Im Dezember 1905 ersuchte das kurz zuvor gegründete Unternehmen Nihon Denki Tetsudō erstmals um eine Konzession für den Bau einer elektrischen Vorortbahn westlich von Tokio. Es benannte sich 1906 in Musashi Denki Kidō um und erneuerte das Gesuch mit einer veränderten Streckenführung, die im Wesentlichen der heutigen Keiō-Linie entspricht. Das Projekt kam nur schleppend voran, weshalb am 21. September 1910 eine Neugründung unter dem Namen Keiō Denki Kidō und mit einem Aktienkapital von 1,25 Millionen Yen erfolgte. Das zum Morimura-Zaibatsu gehörende Unternehmen verfügte noch über keine eigene Bahnstrecke und war deshalb zunächst in der Elektrizitätsversorgung der Städte Chōfu, Fuchū und Tama sowie mehrerer umliegender Gemeinden tätig.

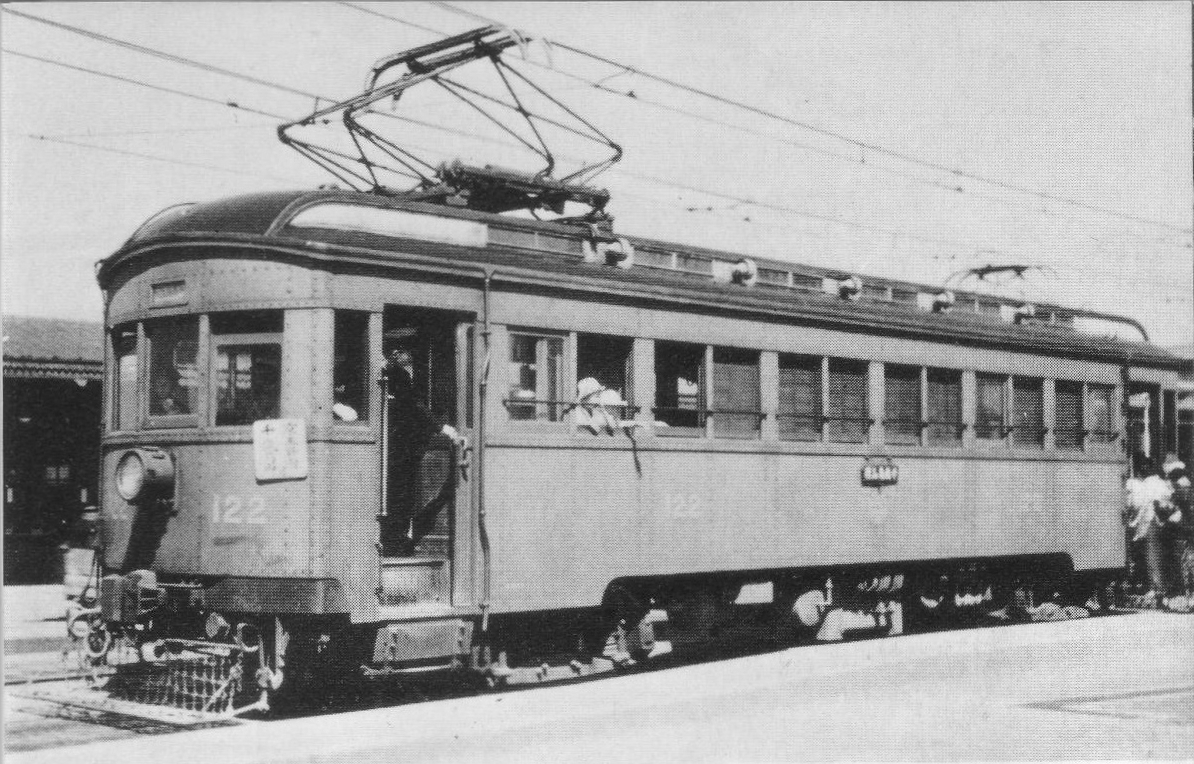
Triebwagen der Keiō Denki Kidō bei Shinjuku (1937)

Die Eröffnung des ersten Streckenabschnitts zwischen den Bahnhöfen Sasazuka und Chōfu erfolgte am 15. April 1913. Da die Strecke gemäß dem Straßenbahngesetz konzessioniert worden war, betrug ihre Spurweite 1372 mm anstatt der bei Eisenbahnen üblichen Kapspur (1067 mm). Sie war somit gleich breit wie bei der Straßenbahn Tokio und ist bis heute unverändert geblieben – im Gegensatz etwa zu den Strecken von Keisei Dentetsu und Keikyū, die später umgespurt wurden. 1915 reichte die Strecke im Osten nach Shinjuku, 1916 im Westen nach Fuchū. Keiō gründete 1922 die Tochtergesellschaft Gyokunan Tetsudō (玉南電気鉄道), die 1925 eine kapspurige, nach dem neu eingeführten Lokalbahngesetz konzessionierte Strecke von Fuchū nach Higashi-Hachiōji (heute Keiō-Hachiōji) eröffnete. Die Strecke verläuft in geringer Entfernung parallel zur Chūō-Hauptlinie, weshalb der Staat die in Aussicht gestellten Fördergelder nicht bezahlte.
Bereits am 1. Dezember 1926 ging die Gyokunan Tetsudō in ihrer Muttergesellschaft auf. Ein halbes Jahr später war die Umspurung der Anschlussstrecke westlich von Fuchū vollendet, was es erlaubte, nach dem Fahrplanwechsel im Mai 1928 durchgehende Züge von Shinjuku nach Hachiōji anzubieten. Mit der Goryō-Linie nahm Keiō im Jahr 1931 die erste Zweigstrecke in Betrieb. Im Februar 1937 ging die Aktienmehrheit vom Morimura-Zaibatsu an das Energieversorgungsunternehmen Dai Nihon Denryoku über. 1938 erwarb Keiō die mit der Goryō-Linie konkurrierende Musashi Chūō Denki Tetsudō in der Stadt Hachiōji und legte deren straßenbahnähnliche Strecke ein Jahr später still. Ebenfalls 1938 stieg Keiō in den Immobilienhandel und in den Busverkehr ein.

### Teito Dentetsu
1927 und 1928 entstanden zwei Bahngesellschaften, die im Südwesten Tokios neue Vorortlinien errichten wollten: einerseits die Shibuya Kyūkō Denki Tetsudō, andererseits die Tōkyō Kōgai Tetsudō. Sie fusionierten am 1. Februar 1931 und firmierten ab 19. Juni 1933 unter der Bezeichnung Teito Dentetsu. Das Unternehmen stand unter der Kontrolle des Energieversorgungsunternehmens Kinugawa Suiryoku. Im Juli 1931 begannen die Bauarbeiten an der kapspurigen Inokashira-Linie zwischen Shibuya und Inokashira-kōen. Die damals noch als Shibuya-Linie bezeichnete Strecke ging 1933 in Betrieb, ein Jahr später wurde sie nach Kichijōji verlängert. Am 1. Mai 1940 fusionierte die Teito Dentetsu mit dem Bahnunternehmen Odawara Kyūkō Tetsudō, das ebenfalls unter dem Dach der Kinugawa Suiryoku war. Da letztere aufgrund der Zwangsverstaatlichung der Elektrizitätswirtschaft ihr Hauptgeschäft verlor, schloss sie sich mit ihrer Tochtergesellschaft zusammen. woraus am 1. März 1941 die Odakyū Dentetsu entstand.

### Zusammenschluss und Ausgründung
Nach Ausbruch des Pazifikkriegs strebte die japanische Regierung danach, die Effizienz kleinerer privater Verkehrsunternehmen zu steigern. Zu diesem Zweck erließ sie 1938 das „Gesetz zur Koordination von Landverkehrsunternehmen“, was es ihr ermöglichte, insbesondere in den Ballungsräumen Fusionen zu größeren Einheiten anzuordnen. Zunächst musste Keiō in der ersten Jahreshälfte 1942 alle Buslinien in der Stadt Tokio an die Stadtverwaltung (heute Toei Bus) abtreten, danach im selben Jahr auf Grundlage des Nationalen Mobilmachungsgesetzes die gesamte Elektrizitätsversorgung an die Kantō Haiden (Vorgängerin von Tepco). Nachdem am 1. Mai 1942 bereits die Bahngesellschaften Odakyū und Keikyū mit der Tokyū verschmolzen worden waren, musste sich am 31. Mai 1944 auch die Keiō Denki Kidō dem großen Konkurrenten anschließen und ging im Daitōkyū-Konglomerat auf, das nun den überwiegenden Teil des nichtstaatlichen Bahnverkehrs im Südwesten des Ballungsraumes Tokio kontrollierte.
Mit zunehmend schlechter werdendem Kriegsverlauf erlitten sowohl die Keiō-Linie als auch die Inokashira-Linie wiederholt schwere Schäden durch Luftangriffe der United States Army Air Forces. Um die Rationierungsmaßnahmen zu unterstützen, erklärte die Regierung verschiedene Nebenstrecken als „nicht dringlich“, darunter die Goryō-Linie, die 1945 stillgelegt und anschließend abgebaut wurde. Zwei Jahre nach Kriegsende beschlossen die Aktionäre am 26. November 1947 an einer außerordentlichen Versammlung, das finanziell angeschlagene Daitōkyū-Konglomerat durch Ausgründungen aufzulösen. Dieser Vorgang erfolgte am 1. Juni 1948. Dabei übernahm die neu entstandene Keiō Teito Dentetsu (京王帝都電鉄) neben dem bisherigen Keiō-Streckennetz auch die Inokashira-Linie.

### Keiō Teito Dentetsu und Keiō Dentetsu

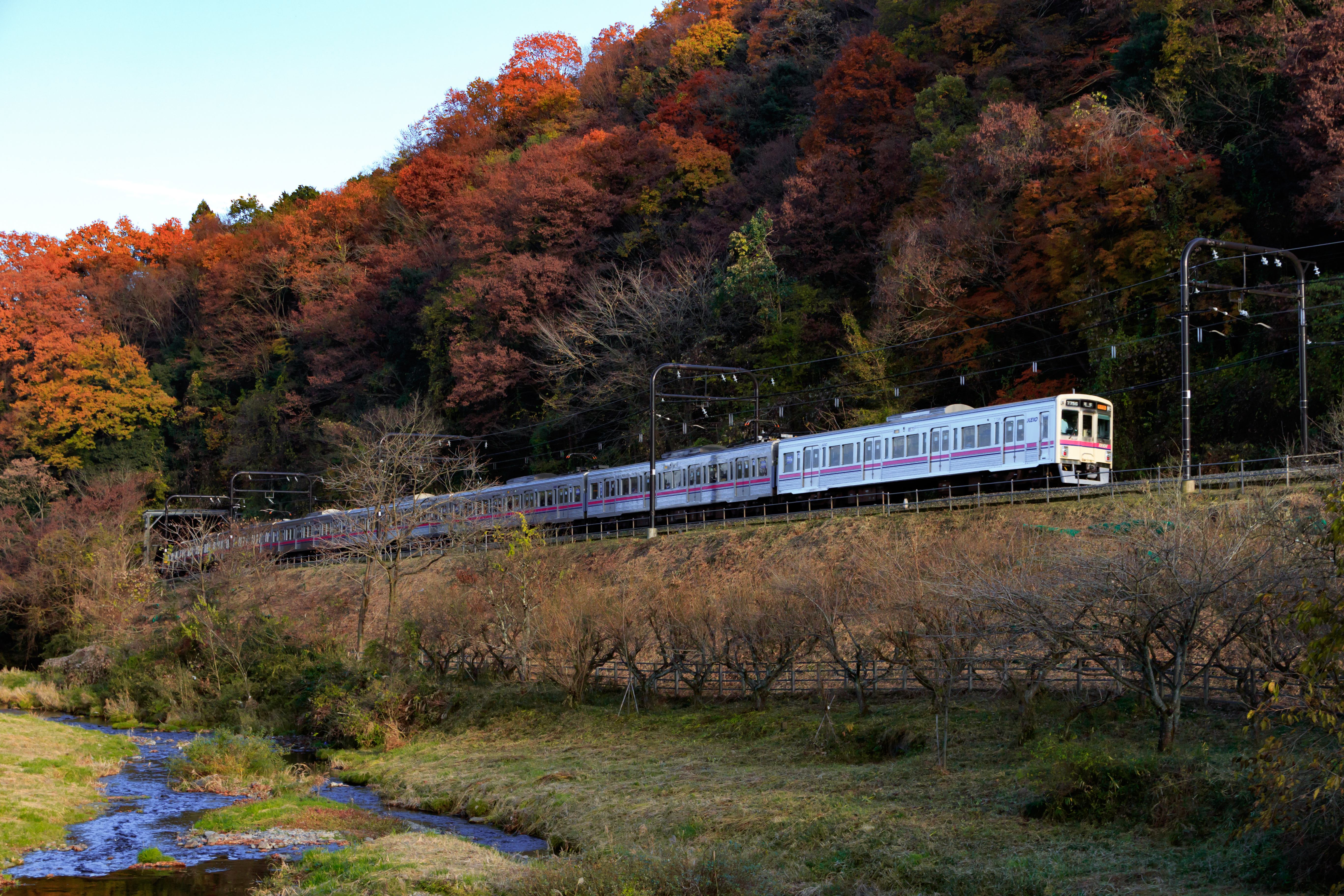
Schnellzug auf der Takao-Linie

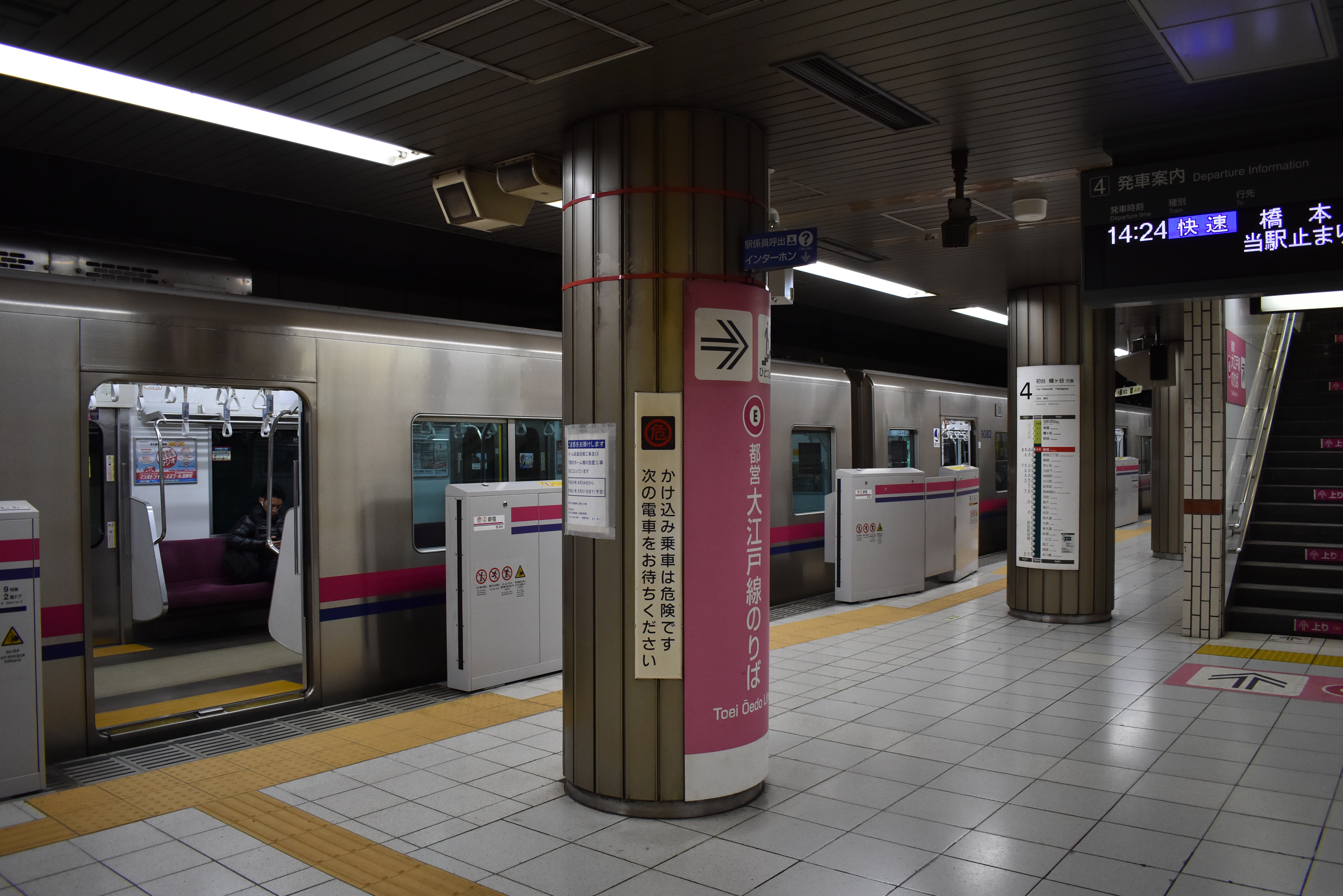
Tunnelbahnhof Shinjuku

Die Geschäftslage war zunächst nicht besonders gut: 1948 verzeichnete das Unternehmen die geringste Rentabilität aller Privatbahnen in Tokio. Trotz des großen Investitionsstaus aufgrund der Beseitigung der Kriegsschäden und der dringend notwendigen Modernisierung bestehender Anlagen plante sie, die Shimogawa-Linie von der Japanischen Staatsbahn zu übernehmen. Dieses Vorhaben kam jedoch nicht zustande. 1949 führte die Keiō Teito Dentetsu erstmals Schnellzüge ein, 1953 stieg sie ins Tourismusgeschäft ein. 1955 nahm sie erstmals nach dem Krieg eine Expansion des Streckennetzes vor, als sie die Keibajō-Linie zur Pferderennbahn Tokio in Betrieb nahm. Ebenso begann sie mehrere kleinere Busunternehmen zu übernehmen. 1959 erfolgte die Diversifizierung in den Einzelhandel, der sich bald zu einem bedeutenden Geschäftsbereich entwickelte. 1964 folgte die Eröffnung der Dōbutsuen-Linie zum Tama-Zoo.
In den 1960er Jahren plante die Keiō Teito mehrere neue Strecken, von denen jedoch nur zwei verwirklicht werden konnten: Die 1967 eröffnete Takao-Linie nutzte einen Teil der noch vorhandenen Trasse der Gōryo-Linie. Außerdem wurde 1971/74 die Sagamihara-Linie nach Tama-Center eröffnet und erschloss damit die neu erbaute Planstadt Tama New Town, die größte ihrer Art in Japan. Zur Belebung des Ausflugsverkehrs auf den Berg Mitake erwarb die Keiō Teito Dentetsu im Jahr 1972 die Zahnradbahn Mitake Tozan Tetsudō. Die 1978 eröffnete Neue Keiō-Linie ermöglichte eine spürbare Entlastung des besonders stark genutzten Streckenabschnitts zwischen Sasazuka und Shinjuku sowie die Durchbindung zur zwei Jahre später fertiggestellten Shinjuku-Linie der U-Bahn. Mit der Verlängerung der Sagamihara-Linie nach Hashimoto war der Ausbau des Streckennetzes 1990 abgeschlossen.
Anlässlich des 50-jährigen Firmenjubiläums benannt sich die Keiō Teito Dentetsu am 1. Juli 1998 in Keiō Dentetsu um. Im Rahmen einer Neustrukturierung des Konzerns wurde der Busverkehr am 1. August 2002 in die neu gegründete Tochtergesellschaft Keiō Dentetsu Bus ausgelagert. Eine weitere Standseilbahn, die Takao Tozan Dentetsu auf den Berg Takao, ging im März 2017 in den Besitz der Keio Group über.